# Denticerus tricolor
Denticerus tricolor là một loài bọ cánh cứng trong họ Cerambycidae.